# Liberaldemokratiska partiet (Kuba)
Liberaldemokratiska partiet är ett politiskt parti på Kuba. Partiet är förbjudet av Castroregimen och är observerande medlem av Liberala internationalen.